# Парламентарни избори у Италији 1976.
Парламентарни избори у Италији 1976. су одржани 20. јуна.
Ови избори су забележили велики успех комуниста, иако су демохришћани остали најјача странка. После избора демохришћани и комунисти су направили тзв.Историјски компромис, то јест фомрирали заједничку коалициону владу, под вођством Ђулиа Андреотија.

## Резултати

### Избори за Дом посланика
| Партија                                         | Гласови     | %     | Посланици |
| Хришћанска демократија                          | 14 209 519  | 38,71 | 262       |
| Италијанска комунистичка партија                | 12 616 650  | 34,37 | 228       |
| Италијанска социјалистичка партија              | 3 540 309   | 9,64  | 57        |
| Италијански социјални покрет-Национална десница | 2 238 339   | 6,10  | 35        |
| Италијанска социјалистичко демократска партија  | 1 239 492   | 3,38  | 15        |
| Италијанска републиканска партија               | 1 135 546   | 3,09  | 14        |
| Пролетерска демократија                         | 557 025     | 1,52  | 6         |
| Италијанска либерална странка                   | 480 122     | 1,31  | 5         |
| Радикална странка                               | 394 439     | 1,07  | 4         |
| Народна партија Јужног Тирола                   | 184 375     | 0,50  | 3         |
| мање странка                                    | 113 762     | 0,31  | 1         |
| Укупно                                          | 36, 709 578 | 100   | 630       |

### Избори за Сенат
| Партија                                         | Гласови     | %     | Сенатори |
| Хришћанска демократија                          | 12 227 353  | 38,88 | 135      |
| Италијанска комунистичка партија                | 10 637 772  | 33,83 | 116      |
| Италијанска социјалистичка партија              | 3 208 164   | 10,20 | 29       |
| Италијански социјални покрет-Национална десница | 2 086 430   | 6,63  | 15       |
| Италијанска социјалистичко демократска партија  | 974 940     | 3,10  | 6        |
| Италијанска републиканска партија               | 846 415     | 2,69  | 6        |
| Италијанска либерална странка                   | 438 265     | 1,39  | 2        |
| Народна партија Јужног Тирола                   | 158 584     | 0,50  | 2        |
| мање странке                                    | 871 508     | 2,78  | 4        |
| Укупно                                          | 31, 449 431 | 100   | 315      |